# Tieghemella africana
Tieghemella africana là một loài thực vật thuộc họ Sapotaceae, được Jean Baptiste Louis Pierre mô tả khoa học lần đầu tiên năm 1890.

## Phân bố
Loài này có ở Bờ Biển Ngà, Cameroon, Cộng hòa Congo, Cộng hòa Dân chủ Congo, Gabon, Sierra Leone. Loài này được Sách đỏ IUCN xếp hạng là loài nguy cấp và hiện đang bị đe dọa vì mất môi trường sống.